# 살미면
살미면(乷味面)은 대한민국 충청북도 충주시에 위치하는 면이다. 북서쪽에 대림산, 북쪽으로 충주의 남산,남쪽으로 대미산이 있어 경계의 지표가 되며, 동쪽으로는 제천시 한수면, 서쪽으로는 대소원면, 남쪽으로는 수안보면과 괴산군 장연면, 북쪽으로는 호암동과 동량면을 접하고 있다.

## 역사
고려 말까지 광반석(廣反石) 부곡이라 하다가, 사을미곡(沙乙味谷)으로 이름을 바꾸고 이를 두 자로 줄여 살미(乷味)라 하게 되었다.

## 행정 구역
충주댐 건설 이후 문화리 전부, 무릉리 일부, 신당리 일부가 수몰되었다.
- 세성리(洗星里)
- 문화리(文化里)
- 재오개리(才五介里)
- 무릉리(武陵里)
- 신당리(新堂里)
- 신매리(新梅里)
- 공이리(公耳里)
- 내사리(乃沙里)
- 용천리(龍川里)
- 설운리(雪云里)
- 향산리(香山里)
- 문강리(文江里)
- 토계리(土界里)

## 주요 기관

### 교육 기관
- 세성초등학교
  - 살미분교 (폐교) : 살미면 내사2길 42-14 (내사리)
  - 공이분교 (폐교) : 살미면 공이송정2길 19 (공이리)
  - 향산분교 (폐교) : 살미면 팔봉향산길 489 (향산리)
- 수회초등학교 팔봉분교 (폐교) : 살미면 도랫말길 20 (토계리)